# Palazzo Dario
Palazzo Dario ali Ca' Dario je palača, ki stoji med Palazzo Barbaro Wolkoff in ozkim Rio delle Torreselle ob Canalu Grande v okrožju (sestiere) Dorsoduro v mestu Benetke v Italiji. Palača je bila zgrajena v beneškem gotskem slogu in obnovljena v renesančnem slogu.

## Zgodovina
Palačo je po letu 1486 preoblikoval sledilec Pietra Lombarda za patricija Giovannija Daria, tajnika beneškega senata, diplomata in trgovca. Po Darijevi smrti leta 1494 je prešla na njegovo hčer Marietto, ki je bila poročena z Vincenzom Barbaro, sinom Giacoma Barbara in lastnika sosednje Palazzo Barbaro Wolkoff. Mariettina sinova sta hišo dobila v posest leta 1522. Pred tem jo je senat občasno dajal v najem kot rezidenco za turške diplomate.
Kopenska stran Palazzo Dario se dviga na majhnem trgu v senci dreves, Campiello Barbaro, poimenovanem v čast patricijanske družine Barbaro, ki je tam živela. Angleški umetnostni kritik John Ruskin je bil še posebej navdušen in pisal o gotskih okulih palače, obloženih z marmorjem. Kotne obdelave palače so podobne tistim v Palazzo Priuli a San Severo. Zadnja fasada palače na Campiello Barbaro ima gotske oboke petega reda.
Velik projekt prenove je bil izveden konec 19. stoletja, ko je palača pripadala grofici de la Baume-Pluvinel, francoski aristokratkinji in pisateljici pod imenom Laurent Evrard. Z veseljem se je obkrožila s francoskimi in beneškimi pisatelji, od katerih enega - Henrija de Régnierja - spominja napis na vrtni steni, ki pravi: »In questa casa antica dei Dario, Henri de Regnier—poeta di Francia—venezianamente visse e scrisse—anni 1899-1901«. Grofica je odgovorna za stopnišče, zunanje dimnike, peči iz majolike in fine rezbarije (nejasno spominjajo na Scuolo di San Rocco) v jedilnici na drugem piano nobile, ki gleda navzdol na vrt, in veliko stabilizacije in zamenjave marmorja na fasadi.
Leta 1908 je slikar Claude Monet ustvaril impresionistične upodobitve Palazzo Dario, vključno s platni na Art Institute of Chicago in National Museum of Art of Wales.

## Arhitektura
Vitka in asimetrična fasada ob Canalu Grande, za katero je značilna omejena širina približno 10 metrov, visi na eni strani zaradi strukturne okvare in ima elemente jasne renesančne matrice, v nasprotju z drugimi fasadami, ki še vedno ohranjajo gotski slog. takrat razširjen v Benetkah. V celoti je okrašena s polikromnim marmorjem in istrskim kamnom, ki se izmenjujeta v osemdesetih krožnih medaljonih. V pritličju sta dve lancetasti okni in vodni portal, vsako od zgornjih nadstropij pa osvetljujejo štiri lancetasto okno in eno lancetasto okno.
Kamini v tipičnem beneškem slogu so med redkimi izvirnimi primerki tistega časa, ki so se ohranili do danes. Neogotski balkon je bil dozidan v 19. stoletju. Na dnu stavbe je napis VRBIS GENIO IOANNES DARIVS (v latinščini Giovanni Dario, v čast genija mesta).
Notranjost stavbe zaznamuje velik atrij z vodnjakom v marmorju, fino okrašeno marmorno stopnišče, ki vodi v glavna nadstropja, in notranji vodnjak orientalskega navdiha, ki je v prostoru, ki sledi mavrskemu slogu v dekoraciji in v obliki oken. Zadnja fasada z jasno obnovljeno gotsko podobo deluje neenakomerno: značilen rdeč odtenek je lepilo za komplet kaminov, strešnih teras, gotskih oken in lož.

## Galerija
- Pogled na vrtno fasado
- Slika Clauda Moneta iz leta 1908